# Frank-Ritter-Straße 18 (Astheim)

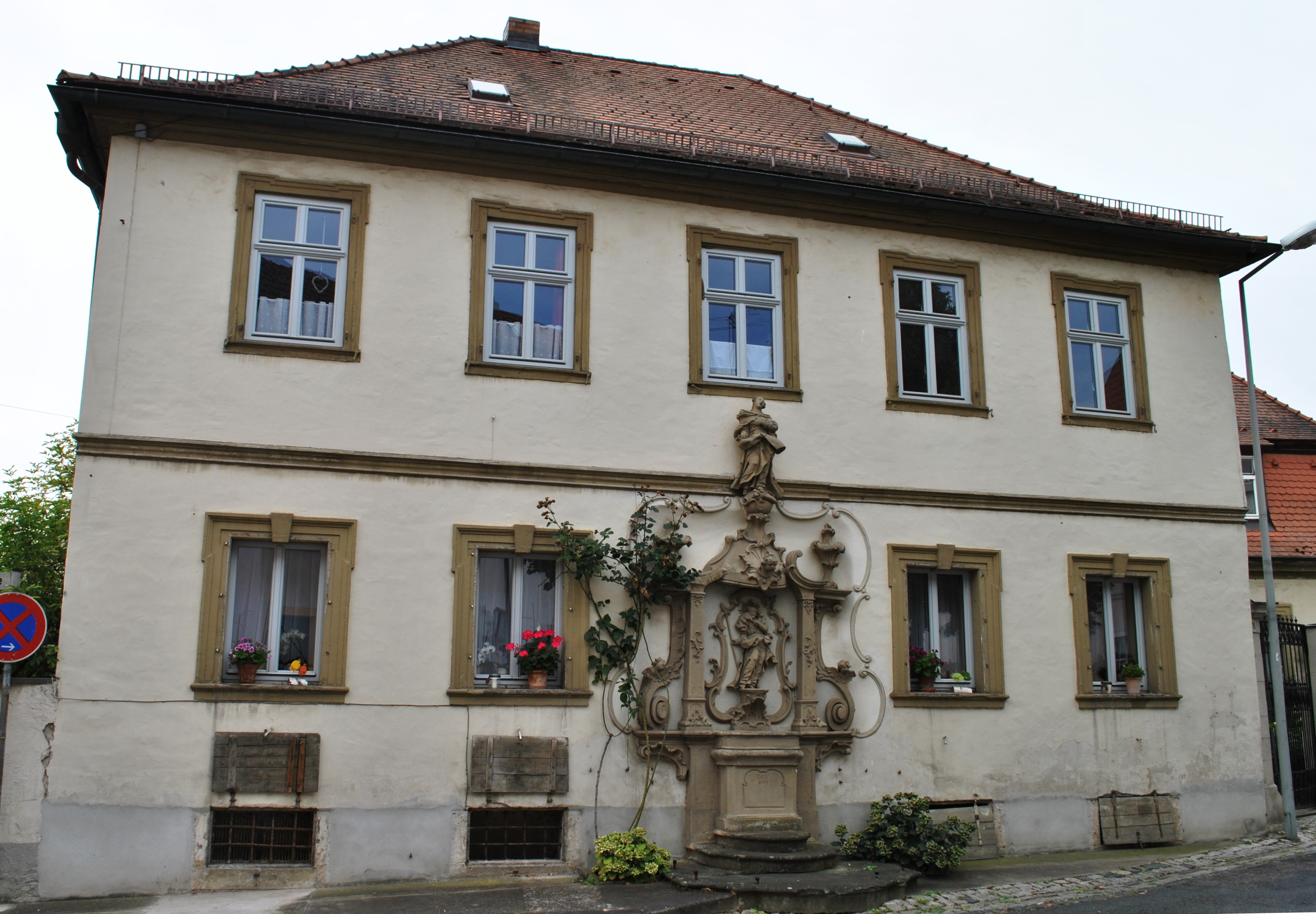
Das Haus im Astheimer Altort

Das Haus Frank-Ritter-Straße 18 (auch Kleudgenhaus) ist ein denkmalgeschütztes Gebäude im Volkacher Ortsteil Astheim. Im 20. Jahrhundert war das Bauwerk lange Zeit Sitz der sogenannten Ritter’schen Stiftung. Das Gebäude befindet sich zentral im Altort von Astheim.

## Geschichte
Das Gebäude wurde im 18. Jahrhundert errichtet und zunächst von mehreren Privatpersonen bewohnt. Die aufwendige Verzierung der Fassaden lässt allerdings darauf schließen, das nur wohlhabende Astheimer Bürger das Haus bewohnten. Eventuell sind die Erbauer des Gebäudes im Umfeld der Kartause Marienbrück zu finden. Nach der Auflösung des Klosters kam das Haus in den Besitz der Familie Kleudgen, die dem Gebäude bis ins 20. Jahrhundert den Namen gab.
Im Jahr 1910 begann der amerikanisch-deutsche Unternehmer Frank Ritter, ein gebürtiger Astheimer, über eine Stiftung eines Altersheims im Ort nachzudenken. Zunächst plante man das Pründnerhaus am Ortsausgang zu errichten. Erst 1913 erwarb Frank Ritter das Haus im Ortskern und ließ es mit dem Stiftungsgeld zu einem Altersheim und einer Kleinkinder-Bewahranstalt umgestalten. Im Jahr 1915, am 13. April, konnte der Kindergarten bereits seiner Bestimmung übergeben werden.
Für die Betreuung der Kinder hatte man zunächst zwei Schwestern der Dillinger Franziskanerinnen angeworben. Im Jahr 1916 wurde das Nebengebäude des Hauses in eine Krankenstation umgewandelt, die wiederum durch eine Franziskanerin besetzt wurde. Im Jahr 1917 bezog mit Ursula Kohlhaupt die erste Pfründnerin das Altersheim. Betreute man 1915 noch 28 Kinder im Kindergarten, erreichte die Stiftung 1927 mit 50 Kindern einen ersten Höhepunkt.
Die Tochter des Stifters Frank Ritter, Adelina Shumway, versuchte nach dem Ersten Weltkrieg das Werk ihres Vaters fortzuführen. Im Jahr 1929 ließ sie die Wasserleitungen im Gebäude erneuern. Während des Zweiten Weltkriegs kam es zu mehreren Einquartierungen ins Gebäude. Im Jahr 1944 floh der Neffe des Stifters, Oberingenieur Ritter, nach der Bombardierung seines Hauses aus Berlin nach Astheim und kam im Gebäude unter.
Im Jahr 1952 verstarb der letzte Pründner des Altersheims und die Stiftung konzentrierte sich fortan nur noch auf den Kindergarten. 1961 musste die Schwesternstation im Nebengebäude wegen Personalmangel schließen. Noch im gleichen Jahr wurde das Haus an Privatpersonen verkauft und der Kindergarten zog in die alte Volksschule hinter der Kartäuserkirche um. Das Bayerische Landesamt für Denkmalpflege führt das Haus Frank-Ritter-Straße 18 als Baudenkmal.

## Beschreibung
Das Hauptgebäude präsentiert sich als traufständiger Bau des 18. Jahrhunderts. Der Walmdachbau ist zweigeschossig, die Geschosse sind durch ein Gesims auch äußerlich voneinander abgegrenzt. Alle Fenster weisen geohrte Rahmungen auf. Das Nebengebäude entstand im selben Jahrhundert wie der Hauptbau, wird aber lediglich durch ein Geschoss gebildet. Es weist ebenfalls ein tiefgezogenes Walmdach auf. Beide Gebäude sind mit einer Mauer umschlossen.
Eine Besonderheit stellt außerdem die Altarnische dar, die an der Fassade des Hauptgebäudes angebracht wurde. Sie weist eine Rokoko-Umrahmung auf. Zwei sich verjüngende Säulen rahmen die Figur des heiligen Wendelin ein, der ein Lamm über der Schulter trägt. Darüber wurde ein plastischer Engelskopf angebracht, der von einer Figur der Immaculata auf der Weltkugel überragt wird. Links und rechts wird die Nische von zwei Vasen bekrönt.

## Liste der Schwestern in der Station
Insgesamt dreizehn Schwestern der Dillinger Franziskanerinnen waren zwischen 1915 und 1961 als Kindergärtnerinnen, Krankenschwestern und Altenpflegerinnen in der Frank-Ritter-Straße 18 tätig. Als Oberinnen standen die Schwestern Alberta Weinig (1915–1948) und Chorilla Dunz (1948–1961) der Niederlassung vor.
| Name               | In Astheim   | Lebensdaten                                                      |
| ------------------ | ------------ | ---------------------------------------------------------------- |
| Alberta Weinig     | 1915–1948    | * 1881 in Eltmann; † 1948 in Würzburg; = in Astheim              |
| Chorilla Dunz      | 1915–1961    | * 1891 in Steppberg; † 1981 in Sendelbach                        |
| Modovena Dunz      | um 1955–1960 | * 1892 in Steppberg; † 1977 in Sendelbach                        |
| Leutburgis Graf    | 1937–1951    | * 1904 in Gelbelsee, heute Denkendorf; † 1981 in Sendelbach      |
| Anthusia Harrer    | 1917–1918    | * 1883 in Forchheim; † 1955 in Maria Medingen                    |
| Rutila Winkler     | 1919–1927    | * 1890 in Dürrbrunn, heute Unterleinleiter; † 1963 in Sendelbach |
| Numilla Wallrapp   | 1927–1930    | * 1881 in Theilheim; † 1961 in Sendelbach                        |
| Forbesia Erhard    | 1929–1936    | * 1892 in Kerzenheim; † 1963 in Sendelbach                       |
| Sophia Hübschmann  | 1935–1936    | * 1897 in Leienfels, heute Pottenstein; † unklar                 |
| Jouvita Walk       | 1937–1949    | * 1909 in Aich, heute Aichach; † unklar                          |
| Sytrama Zehender   | 1949–1952    | * 1896 in Stettfeld; † unklar                                    |
| Reinharda Hausmann | 1952–1954    | * 1921 in Großweingarten, heute Spalt; † unklar                  |
| Sarkanda Fröhlich  | 1954–1958    | * 1880 in Steinweiler, heute Nattheim; † 1961 in Sendelbach      |